# Liste der Einträge im National Register of Historic Places im Ohio County (West Virginia)
Diese Liste der Einträge im National Register of Historic Places im Ohio County (West Virginia) enthält alle im Ohio  County, West Virginia in das National Register of Historic Places eingetragenen Gebäude, Bauwerke, Objekte, Stätten oder historischen Distrikte.
Diese Liste entspricht dem Bearbeitungsstand des National Park Service/National Register of Historic Places vom 4. Oktober 2024.

## Legende
| NRHP | Historic Place             |
| NHL  | National Historic Landmark |
| HD   | National Historic District |

## Aktuelle Einträge
| [ 2 ] | Name                                                   | Bild                                                 | Eintragsdatum                 | Lage | Ort                                                                             | Beschreibung |
| ----- | ------------------------------------------------------ | ---------------------------------------------------- | ----------------------------- | --- | ------------------------------------------------------------------------------- | --- |
| 1     | Beagle Hotel                                           | Beagle Hotel                                         | 11. Feb. 1993 ID-Nr. 92000863 | westlich von Valley Grove Rd. an der National Road 40° 5′ 19″ N, 80° 33′ 50″ W | Valley Grove                                                                    | |
| 2     | Carter Farm                                            | Carter Farm                                          | 18. Aug. 1983 ID-Nr. 83003248 | Boggs Hill Rd. 40° 5′ 10″ N, 80° 39′ 26″ W | Wheeling                                                                        | |
| 3     | Cathedral Parish School                                | weitere Bilder                                       | 9. Jan. 1997 ID-Nr. 96001572  | an der Straßenkreuzung der 14th Street und der Byron Street 40° 3′ 59″ N, 80° 43′ 10″ W | Wheeling                                                                        | |
| 4     | Center Wheeling Market                                 | weitere Bilder                                       | 20. Feb. 1975 ID-Nr. 75001896 | Market St., zwischen der 22nd und 23rd Street 40° 3′ 32″ N, 80° 43′ 27″ W | Wheeling                                                                        | |
| 5     | Centre Market Square Historic District                 | Centre Market Square Historic District               | 12. Jan. 1984 ID-Nr. 84003651 | zwischen der Market St., 20th und 23rd St., mit dem südlichen Teilbereich der Main St., von der 19th, 20th St. und der angrenzenden Straßen Chapline, Eoff, Charles Sts. 40° 3′ 36″ N, 80° 43′ 25″ W            | Wheeling                                                                        | zu diesem Eintrag besteht eine weitere Referenz-ID 87000127 |
| 6     | Chapline Street Row Historic District                  | weitere Bilder                                       | 12. Jan. 1984 ID-Nr. 84003655 | 2301–2323 Chapline St. 40° 3′ 28″ N, 80° 43′ 27″ W | Wheeling                                                                        | |
| 7     | East Wheeling Historic District                        | weitere Bilder                                       | 22. Nov. 1999 ID-Nr. 99001402 | zwischen der Chapline, Eoff, 18th, McColloch, 12th und 11th Sts. 40° 3′ 58,3″ N, 80° 42′ 58,3″ W | Wheeling                                                                        | |
| 8     | Edemar                                                 | Edemar                                               | 28. Mai 1992 ID-Nr. 91001728  | 1330 National Road 40° 4′ 9″ N, 80° 40′ 52″ W | Wheeling                                                                        | |
| 9     | Elm Grove Stone Arch Bridge                            | weitere Bilder                                       | 21. Aug. 1981 ID-Nr. 81000606 | U.S. Route 40 in Ohio 40° 2′ 37″ N, 80° 39′ 32″ W | Wheeling                                                                        | |
| 10    | Elm Hill                                               | Elm Hill                                             | 4. Dez. 1991 ID-Nr. 91001732  | West Virginia Route 88, südwestlich vom Wheeling Country Club 40° 5′ 39″ N, 80° 40′ 36″ W | Wheeling                                                                        | |
| 11    | Feay Inn                                               | weitere Bilder                                       | 11. Feb. 1993 ID-Nr. 92000872 | 9 Burkham Ct. 40° 2′ 55″ N, 80° 38′ 37″ W | Wheeling                                                                        | |
| 12    | Fischer-Lasch Farmhouse                                | weitere Bilder                                       | 21. Juli 1995 ID-Nr. 95000875 | 100 Waddles Run Rd. 40° 5′ 15″ N, 80° 40′ 43″ W | Wheeling                                                                        | |
| 13    | Harry C. and Jessie F. Franzheim House                 | Harry C. and Jessie F. Franzheim House               | 27. März 1989 ID-Nr. 89000183 | 404 S. Front St. 40° 4′ 1″ N, 80° 43′ 45″ W | Wheeling                                                                        | |
| 14    | L. S. Good House                                       | weitere Bilder                                       | 28. Nov. 1988 ID-Nr. 88002667 | 95 14th St. 40° 3′ 59″ N, 80° 43′ 2″ W | Wheeling                                                                        | |
| 15    | Robert W. Hazlett House                                | Robert W. Hazlett House                              | 2. Mai 1991 ID-Nr. 91000552   | 921 N. Main St. 40° 3′ 44″ N, 80° 43′ 29″ W | Wheeling                                                                        | |
| 16    | Highland Park Historic District                        | Highland Park Historic District                      | 7. Apr. 1993 ID-Nr. 93000222  | Highland Park, an der Straßenkreuzung von Lincoln Drive und National Road 40° 3′ 6″ N, 80° 39′ 53″ W | Wheeling                                                                        | |
| 17    | La Belle Iron Works                                    | weitere Bilder                                       | 24. Nov. 1997 ID-Nr. 97001415 | an der Straßenkreuzung der 31st und Wood Sts. 40° 3′ 1″ N, 80° 43′ 20″ W | Wheeling                                                                        | |
| 18    | Lang-Hess House                                        | weitere Bilder                                       | 22. März 2006 ID-Nr. 06000174 | 1625 Wood St. 40° 3′ 50″ N, 80° 42′ 54″ W | Wheeling                                                                        | |
| 19    | Henry K. List House                                    | weitere Bilder                                       | 4. Okt. 1978 ID-Nr. 78002807  | 827 Main St. 40° 4′ 22″ N, 80° 43′ 30″ W | Wheeling                                                                        | |
| 20    | Johnson Camden McKinley House                          | Johnson Camden McKinley House                        | 18. Aug. 1983 ID-Nr. 83003251 | 147 Bethany Pike 40° 5′ 14″ N, 80° 41′ 35″ W | Wheeling                                                                        | |
| 21    | John McLure House                                      | weitere Bilder                                       | 5. Aug. 1991 ID-Nr. 91001013  | 203 S. Front St. 40° 4′ 8″ N, 80° 43′ 46″ W | Wheeling                                                                        | |
| 22    | Monroe Street East Historic District                   | Monroe Street East Historic District                 | 12. Feb. 1980 ID-Nr. 80004036 | 12th und Byron Sts. 40° 4′ 3″ N, 80° 43′ 8″ W | Wheeling                                                                        | |
| 23    | Mount de Chantal Visitation Academy                    | weitere Bilder                                       | 27. Nov. 1978 ID-Nr. 78002808 | Washington Ave. 40° 4′ 10″ N, 80° 41′ 38″ W | Wheeling                                                                        | |
| 24    | Mount Saint Joseph                                     | Mount Saint Joseph                                   | 17. Jan. 2008 ID-Nr. 07001418 | 137 Mt. Saint Joseph Rd. 40° 6′ 49″ N, 80° 39′ 30″ W | Wheeling                                                                        | |
| 25    | Mt. Woods Cemetery                                     | Mt. Woods Cemetery                                   | 4. Sep. 2013 ID-Nr. 13000685  | Mt. Wood Road., nördlich der 4th Street 40° 4′ 51″ N, 80° 43′ 23,3″ W | Wheeling                                                                        | |
| 26    | National Road Corridor Historic District               | weitere Bilder                                       | 11. Feb. 1993 ID-Nr. 92000874 | National Road vom Bethany Pike zur Park View Lane 40° 3′ 53″ N, 80° 40′ 40″ W | Wheeling                                                                        | |
| 27    | National Road Mile Markers Nos. 8, 9, 10, 11, 13, 14   | National Road Mile Markers Nos. 8, 9, 10, 11, 13, 14 | 11. Feb. 1993 ID-Nr. 92000873 | entlang der National Road von Mt. Echo nach Triadelphia 40° 4′ 27″ N, 80° 35′ 38″ W | Mt. Echo, Point Mills, Roney's Point, Triadelphia, Valley Camp und Valley Grove | |
| 28    | North Wheeling Historic District                       | North Wheeling Historic District                     | 9. Dez. 1988 ID-Nr. 88002693  | zwischen der Main Street Terrace, Market St., Interstate 70 in West Virginia und der N. Main St. 40° 4′ 28″ N, 80° 43′ 29″ W                                                                                    | Wheeling                                                                        | zu diesem Eintrag bestehen weitere Referenz-IDs 07001419 und 100008073 |
| 29    | H. C. Ogden House                                      | H. C. Ogden House                                    | 12. Juli 1990 ID-Nr. 90001067 | 12 Park Rd. 40° 5′ 15″ N, 80° 41′ 43″ W | Wheeling                                                                        | |
| 30    | Oglebay Mansion Museum                                 | weitere Bilder                                       | 29. Aug. 1979 ID-Nr. 79002595 | Oglebay Park 40° 6′ 7″ N, 80° 40′ 8″ W | Wheeling                                                                        | |
| 31    | Riverside Iron Works Office Building                   | Riverside Iron Works Office Building                 | 17. März 2015 ID-Nr. 15000096 | 1507–1509 Main St. 40° 3′ 52″ N, 80° 43′ 25″ W | Wheeling                                                                        | |
| 32    | Charles W. Russell House                               | weitere Bilder                                       | 12. Nov. 1993 ID-Nr. 93001229 | 75 12th St. 40° 4′ 3″ N, 80° 43′ 15″ W | Wheeling                                                                        | |
| 33    | Shaw Hall, West Liberty State College                  | Shaw Hall, West Liberty State College                | 27. Dez. 1996 ID-Nr. 96001528 | Bethany Pike, südlich der Straßenkreuzung mit der Locust Grove Road 40° 9′ 56″ N, 80° 36′ 7″ W | West Liberty                                                                    | |
| 34    | Shepherd Hall                                          | weitere Bilder                                       | 18. Dez. 1970 ID-Nr. 70000661 | Monument Place und Kruger St. 40° 2′ 33″ N, 80° 39′ 33″ W | Wheeling                                                                        | |
| 35    | Shotwell Hall, West Liberty State College              | Shotwell Hall, West Liberty State College            | 27. Dez. 1996 ID-Nr. 96001529 | Bethany Pike, südlich der Straßenkreuzung mit der Locust Grove Road 40° 9′ 49″ N, 80° 36′ 10″ W | West Liberty                                                                    | |
| 36    | South Wheeling Historic District                       | South Wheeling Historic District                     | 5. März 2020 ID-Nr. 100003668 | zwischen der West Virginia Route 2, der 31st, 41st und Chapline Sts. 40° 2′ 51,8″ N, 80° 43′ 30″ W | Wheeling                                                                        | |
| 37    | David Stewart Farm                                     | weitere Bilder                                       | 29. Mai 1979 ID-Nr. 79002594  | Dallas Pike, County Route 43 40° 1′ 28″ N, 80° 31′ 55″ W | Triadelphia                                                                     | |
| 38    | Stone Tavern at Roney's Point                          | Stone Tavern at Roney's Point                        | 11. Feb. 1993 ID-Nr. 92000864 | an der Straßenkreuzung der National Road und Roney's Point Road 40° 4′ 25″ N, 80° 35′ 57″ W | Roney's Point                                                                   | |
| 39    | William Miles Tiernan House                            | weitere Bilder                                       | 25. März 1993 ID-Nr. 93000223 | 5 Kenwood Place 40° 4′ 44″ N, 80° 41′ 10″ W | Wheeling                                                                        | |
| 40    | Virginia Apartments                                    |                                                      | 3. Nov. 2022 ID-Nr. 100008380 | 902 Main St. 40° 4′ 18,8″ N, 80° 43′ 27,5″ W | Wheeling                                                                        | |
| 41    | Warwood Fire Station                                   | Warwood Fire Station                                 | 2. Mai 1996 ID-Nr. 96000440   | 1609 Warwood Ave. 40° 7′ 4″ N, 80° 41′ 56″ W | Wheeling                                                                        | |
| 42    | West Liberty Presbyterian Church                       | West Liberty Presbyterian Church                     | 3. Juli 1980 ID-Nr. 80004407  | Main Street 40° 10′ 7″ N, 80° 35′ 35,9″ W | West Liberty                                                                    | |
| 43    | West Virginia Independence Hall                        | weitere Bilder                                       | 26. Jan. 1970 ID-Nr. 70000660 | 1524 Market St. 40° 3′ 51″ N, 80° 43′ 46″ W | Wheeling                                                                        | |
| 44    | Wheeling Baltimore and Ohio Railroad Passenger Station | weitere Bilder                                       | 26. März 1979 ID-Nr. 79002596 | College Sq. 40° 3′ 48″ N, 80° 43′ 18″ W | Wheeling                                                                        | |
| 45    | Wheeling Country Club                                  | Wheeling Country Club                                | 26. Apr. 1990 ID-Nr. 90000711 | 355 Oglebay Drive 40° 5′ 28″ N, 80° 40′ 55,9″ W | Wheeling                                                                        | |
| 46    | Wheeling Historic District                             | weitere Bilder                                       | 31. Dez. 1979 ID-Nr. 79002597 | zwischen der Eisenbahnstrecke, der Eoff, Water und 10th Sts. 40° 4′ 2″ N, 80° 43′ 14″ W | Wheeling                                                                        | |
| 47    | Wheeling Island Historic District                      | weitere Bilder                                       | 2. Apr. 1992 ID-Nr. 92000320  | zwischen der Stone, Front, North, Ontario, Erie und Wabash Sts. 40° 4′ 17″ N, 80° 43′ 57″ W | Wheeling                                                                        | |
| 48    | Wheeling Suspension Bridge                             | weitere Bilder                                       | 26. Jan. 1970 ID-Nr. 70000662 | über den Ohio River, von der 10th St. in Wheeling bis zur Virginia St. auf Wheeling Island 40° 4′ 13″ N, 80° 43′ 38″ W                                                                                          | Wheeling                                                                        | Die Wheeling Suspension Bridge ist eine Hängebrücke, die den Ohio River in Wheeling, West Virginia überspannt. Zwischen 1849 und der Eröffnung der ersten Lewiston–Queenston Suspension Bridge im Jahr 1851 war die Brücke die längste Hängebrücke der Welt. Sie wurde von Charles Ellet Jr. erbaut. |
| 49    | Wheeling Warehouse Historic District                   | Wheeling Warehouse Historic District                 | 16. Dez. 2002 ID-Nr. 02001530 | zwischen der Main St., Water St., 21st St., 22nd St., South St., 18th St., Eoff St. und Chapline St., inklusive der Main, 20th Sts. und dem östlichen Teilbereich der Market Street 40° 3′ 39″ N, 80° 43′ 22″ W | Wheeling                                                                        | zu diesem Eintrag besteht eine weitere Referenz-ID 100007606 |
| 50    | Woodridge                                              | Woodridge                                            | 6. Juli 2005 ID-Nr. 05000658  | 1308 Steenrod Ave. 40° 4′ 8″ N, 80° 41′ 12″ W | Wheeling                                                                        | |
| 51    | Robert C. Woods House                                  | Robert C. Woods House                                | 2. Mai 1991 ID-Nr. 91000551   | 923 N. Main St. 40° 4′ 16″ N, 80° 43′ 29″ W | Wheeling                                                                        | |
| 52    | Woodsdale-Edgewood Neighborhood Historic District      | Woodsdale-Edgewood Neighborhood Historic District    | 21. März 1997 ID-Nr. 96000445 | zwischen der Orchard Rd., Edgwood St., Carmel Rd., Bae-Mar und Wheeling Creek, inklusive der Pine und Park Sts. 40° 4′ 35″ N, 80° 40′ 58″ W                                                                     | Wheeling                                                                        | |